# Río Berdan
El río Berdan, también llamado río Tarsus (en turco: Berdan Çayı) es un corto río costero del sur de Turquía, que discurre por la provincia de Mersin y desemboca en el mar Mediterráneo (36°28′12″N 34°30′00″E / 36.47000, 34.50000). La histórica ciudad de Tarso está junto al río, y justo al norte, hay una cascada en el río que es una zona popular de pícnic para sus residentes. 
Las principales cabeceras se encuentran en los montes Tauro, los ríos Kadıncık y Pamukluk (las partes altas llamadas Cehennem Deresi). La longitud total del río es 124 km, incluyendo el ramal del Kadıncık. Aunque el río es bastante corto, el caudal es de 42 m³/s que es más alto que la mayor parte de los ríos cortos en la vecindad. La 
cuenca hidrográfica es de 1.592 km² 
En la Antigüedad se conocía como río Cydnus (en latín: Cydnus) o río Tarsus.